# Marta Kielczyk
Marta Kielczyk (ur. 23 maja 1974 w Siedlcach) – polska dziennikarka i prezenterka telewizyjna.

## Życiorys
W latach szkolnych mieszkała w Rawie Mazowieckiej. Jest absolwentką tamtejszego LO im. Marii Skłodowskiej-Curie. Ukończyła studia w Instytucie Dziennikarstwa Uniwersytetu Warszawskiego i Szkołę Główną Handlową w Warszawie (studia menedżerskie). 
Rozpoczęła karierę w 1993 roku w Radiu Kolor. W latach 1994–2007 i 2009–2012 pracowała w Programie I Polskiego Radia; najpierw w audycji Sygnały dnia, potem w audycjach Lato z radiem i Cztery pory roku – w tym jako kierownik redakcji Kultury i rozrywki odpowiedzialna za Lato z radiem i Cztery pory roku. Od września 2013 do 2015 prowadziła sporadycznie Pierwsze Śniadanie w radiu Tok FM.
W 1999 wygrała casting na prezenterów i reporterów TAI i została prezenterką Panoramy, którą prowadziła do 2022. Na antenie Dwójki prowadziła programy: Praca dla każdego, Studio SAPARD oraz cykl debat przed wyborami parlamentarnymi 2005 W imieniu obywatela. W ramach Pytania na śniadanie przygotowywała cotygodniowe felietony Po godzinach, prezentujące życie prywatne znanych osób. Była również gospodynią programu Pytanie na śniadanie w Sylwestra 2007. Podczas Igrzysk w Pekinie przedstawiała olimpijskie ciekawostki w programie Pekin 2008 – Z olimpijskich aren. Od października 2007 prowadziła program publicystyczny Minęła dwudziesta w TVP Info, a w wakacje 2008 program krajoznawczy Okno na Polskę. Od 3 września do 31 grudnia 2009 była współgospodynią czwartkowych wydań porannego magazynu Kawa czy herbata? w TVP1. W 2011 na XLVIII Krajowym Festiwalu Piosenki Polskiej w Opolu była jedną ze współprowadzących koncert z okazji 40-lecia Lata z Radiem. Od 2012 ponownie współpracowała z Pytaniem na śniadanie. Od lipca do sierpnia 2013 w TVP Info współprowadziła Info Dziennik, od 1 września 2013 do maja 2016 Panoramę dnia, a od maja 2016 do listopada 2018 Panoramę Info. Od lipca 2013 do 2022 była prezenterką Poranka Info oraz Serwisów Info. Od 2014 do 2015 prowadziła magazyn Z dnia na dzień. Przeprowadzała rozmowy z gośćmi po głównym wydaniu Panoramy; od kwietnia 2014 do sierpnia 2016 pod nazwą Po przecinku, a od września 2018 do 2020 jako Panorama opinii. Od jesieni 2017 do wakacji 2018 prowadziła Magazyn Ekspresu Reporterów, a także magazyn opisujący działalność organizacji pożytku publicznego i formy aktywności obywatelskiej Pożyteczni.pl w TVP2 oraz serwis informacyjny Polonia 24 i magazyn Halo Polonia w TVP Polonia.
Od 29 września 2022 do 17 grudnia 2023 prowadziła program Gość Wiadomości w TVP Info, a także od 1 października 2022 do 17 grudnia 2023 poprzedzające ten program główne wydanie Wiadomości nadawane w TVP1, TVP Info i TVP Polonia. Od 2022 prowadziła poranne pasmo Wstaje dzień. Prowadziła także magazyn kulturalny Za kulisami w TVP Info, a od listopada 2022 program Raport naukowy w TVP Nauka. W grudniu 2023 została odsunięta od obowiązków zawodowych, a 1 marca 2024 roku odeszła z Telewizji Polskiej za porozumieniem stron.
Od 2 września 2024 jest związana z telewizją wPolsce24, gdzie prowadzi program informacyjny Wiadomości oraz program publicystyczny Gość Wiadomości. Od września do października 2024 prowadziła program Debata po Wiadomościach. Od października do listopada 2024 prowadziła tam program Kontra. Od listopada 2024 prowadzi audycję Minęła 20.15. Od marca do lipca 2025 była gospodynią programu Młodzież pyta, a od sierpnia 2025 prowadzi program Kielczyk i goście.
W 2015 została członkinią Zespołu Języka w Mediach Rady Języka Polskiego. Autorka książki #WPADKI - @grzechy językowe w mediach (2017).

## Filmografia
- 2009 – Zamiana, jako prezenterka TV News.
- 2011 – Instynkt (serial kryminalny), jako prezenterka Panoramy.

## Nagrody i wyróżnienia
- 2003 – Nagroda Chryzostoma, przyznawana przez słuchaczy Polskiego Radia za poprawną polszczyznę.
- 2006 – Laureatka plebiscytu Mistrz Mowy Polskiej w kategorii Vox Populi[24].
- 2009 – Brązowy medal „Za zasługi dla obronności kraju”.
- 2011 – Srebrny Krzyż Zasługi[25].
- 2019 – Nominacja do Telekamery w kategorii  Prezenter informacji.